# Рагин
«Рагин» — российский художественный фильм 2004 года по мотивам повести А. П. Чехова «Палата № 6». Является режиссёрским дебютом Кирилла Серебренникова в полнометражном кино.

## Сюжет
Россия, начало XX века, небольшой провинциальный город. Доктор Андрей Ефимович Рагин служит главным врачом в уездной больнице. Он немолод, одинок и по вечерам любит читать. Однажды ему попадается любопытный медицинский отчет: знаменитый психиатр Гиммельсдорф демонстрирует метод лечения психоза. Картины происходящего в венской клинике встают перед глазами русского доктора. Рагин решает применить невероятные методы Гиммельсдорфа в своей больнице. Он все чаще бывает в палате № 6 для душевнобольных, вступает в разговоры с сумасшедшими.

## В ролях
| Актёр                     | Роль                          |
| ------------------------- | ----------------------------- |
| Алексей Гуськов           | Рагин Андрей Ефимович         |
| Александр Галибин         | Громов Иван Дмитриевич        |
| Дмитрий Муляр             | Евгений Фёдорович Хоботов     |
| Агриппина Стеклова        | Райская                       |
| Наталья Никуленко         | Анна Ивановна                 |
| Зоя Буряк                 | Сания                         |
| Владимир Краснов          | Сергей Сергеевич              |
| Виталий Хаев              | Никита                        |
| Игорь Богодух             | Сытин                         |
| Сергей Паршин             | Топтун                        |
| Сергей Бехтерев           | Мальчик                       |
| Ольга Альбанова           | Дарья                         |
| Елизавета Арзамасова      | Мотька                        |
| Юрий Ваксман              | "Мёртвый" сумасшедший         |
| Ольга Лапшина             |                               |
| Татьяна Пискарёва         |                               |
| Юлиан Вайгенд             | Гиммельсдорф                  |
| Любовь Макеева            | Эпизод                        |
| Георгий Маришин           | Эпизод                        |
| Наталья Иохвидова         | Санитарка                     |
| Сергей Макаров (II)       | Эпизод                        |
| Светлана Обидина          | Певица, едущая поездом в Вену |
| Анна Воронова             | Эпизод                        |
| Екатерина Дементьева (II) | Эпизод                        |
| Лариса Климова            | Эпизод                        |
| Пётр Круговихин           | Эпизод                        |
| Николай Кудымов           | Эпизод                        |
| Николай Исполатов         | Аптекарь                      |
| Дмитрий Бадин             | Эпизод                        |

## Награды
Международный кинофестиваль в Карловых Варах, 2005 год: Главный приз программы «К Востоку от Запада».